# ジェームズ・アンダーソン (クリケット選手)
ジェームズ・マイケル・アンダーソン、OBE（英: James Michael Anderson, OBE、1982年7月30日 - ）は、イングランド・ランカシャー・バーンリー出身のプロクリケット選手。イングランド代表。ポジションはボウラー（投手）。クリケットの歴史の中でも歴代屈指のボウラー。